# 산 바빌라역
산 바빌라 역(이탈리아어: San Babila)은 밀라노 지하철 1호선과 4호선의 환승역이다. 1964년 1호선의 세스토 마렐리-로토 구간이 처음으로 개통하면서 개업하였으며, 2023년 7월 4호선 구간이 개통되면서 환승역이 되었다.
산 바빌라 역은 밀라노 중심부에 있는 산 바빌라 광장에 있으며, 지하에 위치한 역이다.

## 역사
산 바빌라 역은 밀라노 지하철의 첫 노선인 1호선의 첫번째 구간 (세스토 마렐리-로토) 건설 계획에 포함되어 공사가 진행되었다. 그리고 1964년 11월 1일에 문을 열었다..
이후 밀라노 지하철 4호선의 첫번째 구간 (리나테 공항 - 포를라니니 FS) 중 일부로 포함되어 4호선 승강장의 건설이 이루어졌으나, 2022년 11월 다테오역까지의 1차 구간이 우선 개통되고, 다테오역에서부터 산 바빌라역까지의 2차 구간은 공사 지연을 거쳐 2023년 7월 4일 최종 개통되었다. 4호선의 개통으로 밀라노 중심부에서 리나테 공항까지 12분만에 이동할 수 있게 되었다.

## 역 구조
산 바빌라 역은 1호선의 다른 역과 마찬가지로 지하 역이며, 1면 2선 구조인 섬식 승강장이다. 승강장 윗층은 중이층으로 되어 있으며 회전식 개찰구와 역무원 부스가 있다. 역간 거리는 두오모역과 688m, 팔레스트로역과 528m이다.
한편 4호선 승강장 역시 1면 2선 구조로 된 지하역이며 트리콜로레역에서는 약 800m, 스포르차-폴리클리니코역에서는 약 1km 떨어져 있다. 4호선 승강장 개업 이후 2024년 10월 11일까지 4호선의 시종착역 기능을 하였다.

## 환승
역 부근에는 밀라노 교통공사가 운영하는 버스 노선이 있다.
- 버스 정류장

## 시설
이 역에는 다음과 같은 시설이 있다.
- 장애인 통행시설
- 엘레베이터 (1호선 역은 외부와 중간층만 연결)
- 에스컬레이터
- 승차권 자동판매기
- 역 감시카메라
- 화장실